# Creniola saurida
Creniola saurida är en kräftdjursart som först beskrevs av V.I. Avdeev 1977.  Creniola saurida ingår i släktet Creniola och familjen Cymothoidae. Inga underarter finns listade i Catalogue of Life.